# Dorota Dukarska
Dorota Dukarska – polska leśnik, doktor habilitowany nauk rolniczych, adiunkt na Uniwersytecie Przyrodniczym w Poznaniu, specjalistka od chemicznej technologii tworzyw drzewnych.

## Kariera naukowa
W 1994 roku na Politechnice Poznańskiej uzyskała tytuł magistera inżyniera. W tym samym roku została zatrudniona na Uniwersytecie Przyrodniczym w Poznaniu, gdzie w 2003 roku na jego Wydziale Technologii Drewna uzyskała stopień doktora nauk rolniczych w zakresie drzewnictwa na podstawie rozprawy pt. Wpływ modyfikacji żywicy fenolowej polimerami amidowymi na właściwości płyt wiórowych, której promotorem była Janina Łęcka. W 2019 roku ta sama uczelnia nadała jej stopień doktora habilitowanego nauk rolniczych w dyscyplinie nauk leśnych na podstawie pracy pt. Właściwości wybranych tworzyw drewnopochodnych wytwarzanych z udziałem nano-SiO2.